# 格里姆斯比 (安大略省)
格里姆斯比（英語：Grimsby）是加拿大安大略省南部尼亞加拉區一鎮，坐落尼亞加拉半島北部，北面瀕臨安大略湖，東鄰林肯鎮，南及西林肯鄉，西面則與哈密爾頓市為鄰。此鎮的大部分民居和商戶皆集中在安大略湖湖岸和尼亞加拉懸崖底部之間的狹窄地段。據2011年加拿大人口普查所示，格里姆斯比鎮內有25325名居民，而此鎮亦是哈密爾頓都會區的一部分。

## 歷史
現格里姆斯比鎮一帶本為中立原住民族（Neutral Nation）的聚居地，但易洛魁族則於1650年代向中立族宣戰，數年後中立族已全面撤離該帶。美國獨立戰爭後，大批效忠英王的十三州殖民遷居至上加拿大，當中部分殖民於1787年在此帶地域落戶。此處有一條溪澗，因其河口離尼亞加拉河以西約40英里而稱為四十英里溪（Forty Mile Creek）；在此處形成的聚落最初編為6號鄉區（Township Number 6），後來則稱為四十鎮（The Forty），並因溪流所在吸引商人在此設立鋸木廠和磨坊。1792年，上加拿大總督閃高（John Graves Simcoe）將該殖民地劃分成19個縣，此帶地域成為林肯縣一部分。林肯縣再細分為12個鄉（township），並以英格蘭林肯郡内的鄉鎮命名，此鄉遂以當地的格里姆斯比為名。
格里姆斯比於1876年正式建制為村，再於1922年改設為鎮。1970年1月1日，安大略省政府改革此帶地域的地方政府，林肯縣和威蘭縣（Welland County）合併成新的尼亞加拉區，而北格里姆斯比鄉（North Grimsby）則同時併入格里姆斯比鎮。

## 交通
省級400系列高速公路伊利沙伯皇后道呈東西走向貫穿格里姆斯比鎮，並在鎮内設有三座交匯處，為來往多倫多、咸美頓、伊利堡和美國水牛城之間的要道。非高速公路規格的尼亞加拉區81號區道（即前安大略8號省道）亦在鎮内呈東西走向，大致沿尼亞加拉懸崖底部與伊利沙伯皇后道平行，東西分別通往昆士頓和咸美頓。
由維亞鐵路和美鐵聯營，連接多倫多和紐約市的楓葉號列車亦在格里姆斯比火車站停靠。

## 外部連結
- 维基共享资源上的相關多媒體資源：格里姆斯比鎮
- （英文）Town of Grimsby （页面存档备份，存于）－格里姆斯比鎮政府官方網站